# 維雷希斯宮
維雷希斯宮是位於立陶宛首都維爾紐斯的一座宮殿建築，為巴洛克式建築。維雷希斯宮修建於1904年。現在維雷希斯宮是立陶宛文學與民俗學研究所的所在地。維雷希斯宮在21世紀初進行了翻新。